# Матыкин, Филипп Николаевич
Филипп Николаевич Матыкин — советский военачальник, генерал-майор (1940).

## Биография
Родился 24 ноября 1899 в деревне Новая Марковка Воронежской губернии.
В Красной Армии с мая 1918. Участвовал в Гражданской войне. Член ВКП(б). Добровольцем вступил красноармейцем в отряд Красной Армии на станции Журавка и участвовал в боях с германо-австрийскими интервентами. С ноября 1918 года из-за болезни находился в госпиталях. С марта 1919 года воевал в 131-м стрелковом полку под Царицыным, воевал против войск А. И. Деникина. С апреля 1920 года — красноармеец сводного отряда, с сентября — красноармеец 151-го стрелкового полка, воевал против войск генерала П. Н. Врангеля. В бою 14 октября тяжело ранен и захвачен в плен, освобождён красными войсками 13 ноября в Севастополе. После выздоровления в декабре направлен в запасной батальон в Мелитополь. С января 1921 года — красноармеец и начальник пулемёта в 269-м стрелковом полку , воевал против отрядов Н. И. Махно и бандитизма на Украине. 
В мае 1921 года направлен на учёбу, в октябре окончил 58-е Запорожские пехотные командные курсы. Сразу после их окончания направлен учиться дальше, учился в 6-й Харьковской пехотной школе, после её расформирования в октябре 1924 года переведён в Одесскую пехотную школу и в 1925 году окончил её. С августа 1925 года проходил службу командиром взвода 6-го стрелкового полка 19-й стрелковой дивизии Московского военного округа (Воронеж). С августа 1927 года служил в 3-м стрелковом полку Московской Пролетарской стрелковой дивизии: командир взвода, командир роты, начальник штаба и командир батальона, начальник штаба полка. В 1936—1937 участвовал в Гражданской войне в Испании в качестве военного советника.
В январе 1938 назначен командиром 87-й стрелковой дивизии Киевского особого военного округа (в условиях массовых репрессий в РККА был назначен командиром дивизии сразу с должности командира батальона). Под его командованием дивизия в сентябре 1939 года участвовала в походе РККА в Западную Украину, а с 2 по 13 марта 1940 года — участвовала в Зимней войне. 12 и 13 марта дивизия наступала в направлении населенного пункта Лоймола, сменив 56-й стрелковый корпус.
После войны вновь служил с дивизией в КОВО, с октября 1940 года — помощник командира 27-го стрелкового корпуса КОВО.
С 10 июня 1941 — комендант Струмиловского укрепрайона. В этой должности встретил Великую Отечественную войну, участвовал в приграничном оборонительном сражении на Западной Украине. 29 июня 1941 освобождён от должности по ранению. В августе 1941 года под Киевом был ранен вторично, на этот раз - тяжело. С января 1942 года состоял в группе офицеров при главнокомандующем войсками Юго-Западного направления Маршале Советского Союза С. К. Тимошенко.
С 17 апреля 1942 командовал 47-й горнострелковой дивизией 6-й армии на Юго-Западном фронте. Во время Харьковской операции его дивизия в первые дни операции прошла с боями до 25 километров. Во время немецкого контрнаступления 24 мая она перешла к обороне и сутки удерживала рубеж, отбив 3 атаки превосходящих войск и уничтожив 6 танков. С подходом дополнительных войск противника оборона дивизии была рассечена. Генерал Матыкин считался пропавшим без вести 25 мая 1942. После войны стало известно, что он погиб при выходе из окружения 26 мая 1942 у хутора Лозовенька, где и был похоронен. 
С 1938 года являлся депутатом Верховного Совета Украинской ССР 1-го созыва.
В 1989 году в городе Киеве в его честь названа улица. В 2023 году улица была переименована.

## Воинские звания
- Майор (1936)
- Полковник (1938)
- Комбриг (17.02.1939[8]);
- Генерал-майор (4.06.1940[9]).

## Награды[3]
- Орден Красного Знамени (3.01.1937)
- Орден «Знак Почета» (14.05.1936)
- Медаль «XX лет Рабоче-Крестьянской Красной Армии» (22.02.1938)